# Чеберлоевский диалект
Чеберло́евский диалект (чечен. ЧӀебарлойн диалект) — диалект чеченского языка, распространённый в Чеберлоевском районе Чеченской Республики. Наиболее близким к чеберлоевскому является шароевский диалект (аулы Шарой, Боссо, Кенсо и др.), с которым они объединяются в юго-восточно-чеченские или шаро-аргунские диалекты.

## Распространение
Носители Чеберлоевского диалекта проживают в сёлах Макажа, Садо, Босо, ХӀиндо, Басхой, Буни, ЦӀикара, ТӀундукха, Хо, Ригаха, Ачала, Орсо, Чобаккхинчу (Чуба́хкинчу, Чубахкинеро́й), Нахчу-Кел, Сарбил, Нижала, Дай, Органие и в следующих населённых пунктах Урус-Мартановского района: Алхан-Юрт, Закан-Юрт и Самашки.

## Общие сведения
Является самым архаичным диалектом чеченского языка, в частности, и нахских языков в общем. Чеберлоевский диалект является единственным диалектом чеченского языка, в котором не образовалось т. н. вторичного чередования гласных (умляута).

## Примеры диалектизмов
| Литер. чеченский     | Чеберлоевский          | Русский       |
| -------------------- | ---------------------- | ------------- |
| о́лу                  | а́ло                    | говорю        |
| ле́тна                | ла́тине                 | боролся       |
| къо́нза               | къа́нцӀа                | уксус         |
| цӀазапӀелг           | цӀацӀ-пӀалиг           | мизинец       |
| диг — ди́ган (род.п.) | диг — до́горин (род.п.) | топор         |
| э́зар                 | а́зир                   | тысяча        |
| э́вхьаза              | а́вхьазин               | без стеснения |
| э́мгар                | а́нгир                  | соперница     |
| э́кха                 | а́кхе                   | зверь         |
| во́рта — во́ртанаш     | ва́рту — ва́ртудуреш     | шея — шеи     |
| гӀо́дам               | гӀа́дум                 | стебель       |
| ке́ста                | ка́стте                 | вскоре        |
| туь́йра               | тивр                   | сказка        |
| суь́йрие              | си́ври                  | вечер         |
| зу́да                 | дзу́дон                 | женщина       |
| ва́ша                 | во́шо                   | брат          |
| жи́ма                 | джа́мо                  | маленький     |
| ле́дара               | ла́диру                 | слабый        |